# Урсино, Дженнаро
Дженна́ро Урси́но (итал. Gennaro Ursino; 1650, Ройо-дель-Сангро — 1715 или позже, Неаполь) — неаполитанский композитор и музыкальный педагог.

## Биография
Родился в 1650 году в городке Ройо-дель-Сангро. В возрасте 12 лет поступил на обучение в неаполитанскую консерваторию Пьета-дей-Туркини, где обучался у Джованни Сальваторе. С 1675 года занимал должность главного помощника директора той же консерватории Франческо Провенцале. С сентября 1686 года был помощником Сальваторе, который к тому моменту стал директором консерватории Повери-ди-Джезу-Кристо, а с 1688 по 1695 года занимал должность директора той же консерватории. После отставки Провенцале с должности директора консерватории Пьета-дей-Туркини в апреле 1701 года занял его место и оставался на этой должности до 1705 года. Одновременно с этим с 1701 по 1715 годы служил капельмейстером базилики Сантиссима-Аннунциата, церкви Санта-Мария-ин-Портико и коллегии иезуитов. Скончался в Неаполе, год смерти неизвестен, но не ранее 1715 года.

## Сочинения
Сочинения Урсино до нас в основном не дошли. Он известен как автор трёх опер:
- Pandora (1690)
- Il trionfo della croce nella vittoria di Costantino (1690, повтор 1701)
- Iratus in coelus impetus (1697)
- Помимо этого, Урсино известен как автор некоторого количества сочинений религиозного характера — мотетов и инструментальных пьес для небольшого количества инструментов, по большей части также не сохранившихся[1].